# Mazzini canta Battisti
| Оценки критиков | Оценки критиков |
| Источник        | Оценка          |
| --------------- | --------------- |
| AllMusic        | [ 1 ]           |

Mazzini canta Battisti — сборник итальянской певицы Мины, выпущенный 13 мая 1994 года на лейбле PDU.

## Об альбоме
В данном альбоме собраны песни в исполнении Мины авторства знаменитого итальянского композитора Лучо Баттисти. Это уже второй альбом, посвящённый Баттисти, предыдущий, студийный Minacantalucio, был выпущен в 1975 году (кстати, для оформления обложки данного альбома использовалось то же фото, что и для Minacantalucio).
На альбоме представлено двенадцать песен, а также две новые «Perché no» и «Il leone e la gallina». Последний трек на альбоме представлен в виде попурри, хотя на оригинальном альбоме Mina Live ’78 все песни идут по отдельности.
Альбом был выпущен 13 мая 1994 года и смог добраться до пятого места в еженедельном хит-параде.

## Список композиций
Все тексты написаны Моголом, вся музыка написана Лучо Баттисти.
| №                   | Название                                                     | Из альбома                                           | Длительность |
| ------------------- | ------------------------------------------------------------ | ---------------------------------------------------- | ------------ |
| 1.                  | «Perché no»                                                  | неизданный                                           | 5:12         |
| 2.                  | «Nessun dolore»                                              | Rane supreme (1987)                                  | 4:16         |
| 3.                  | «Io e te da soli»                                            | Del mio meglio (1971)                                | 4:37         |
| 4.                  | «Amor mio»                                                   | Mina (1971)                                          | 4:49         |
| 5.                  | «La mente torna»                                             | Del mio meglio n. 2 (1973)                           | 4:26         |
| 6.                  | «Eppur mi son scordato di te»                                | Finalmente ho conosciuto il conte Dracula… (1985)    | 3:34         |
| 7.                  | «Io vorrei… non vorrei… ma se vuoi…»                         | Uiallalla (1989)                                     | 3:13         |
| 8.                  | «Il leone e la gallina»                                      | неизданный                                           | 3:52         |
| 9.                  | «E penso a te»                                               | Dalla Bussola (1972)                                 | 3:26         |
| 10.                 | «Insieme»                                                    | …quando tu mi spiavi in cima a un batticuore… (1970) | 4:12         |
| 11.                 | «Acqua azzurra, acqua chiara»                                | Catene (1984)                                        | 4:13         |
| 12.                 | «Emozioni / Ancora tu / Si, viaggiare / I giardini di marzo» | Mina Live ’78 (1978)                                 | 9:33         |
| Общая длительность: | Общая длительность:                                          | Общая длительность:                                  | 55:43        |

## Чарты
| Чарт (1994)               | Высшая позиция |
| ------------------------- | -------------- |
| Европа (Music & Media)    | 64             |
| Италия (Musica e dischi)  | 5              |
| Чарт (2005)               | Высшая позиция |
| Италия (Classifica album) | 91             |

| Чарт (1994)              | Позиция |
| ------------------------ | ------- |
| Италия (Musica e dischi) | 33      |